# Histoire de Bruxelles
Cet article présente les faits marquants de l’histoire de Bruxelles, la capitale de la Belgique et l’un des sièges de l’Union européenne et de plusieurs de ses institutions.

## Naissance

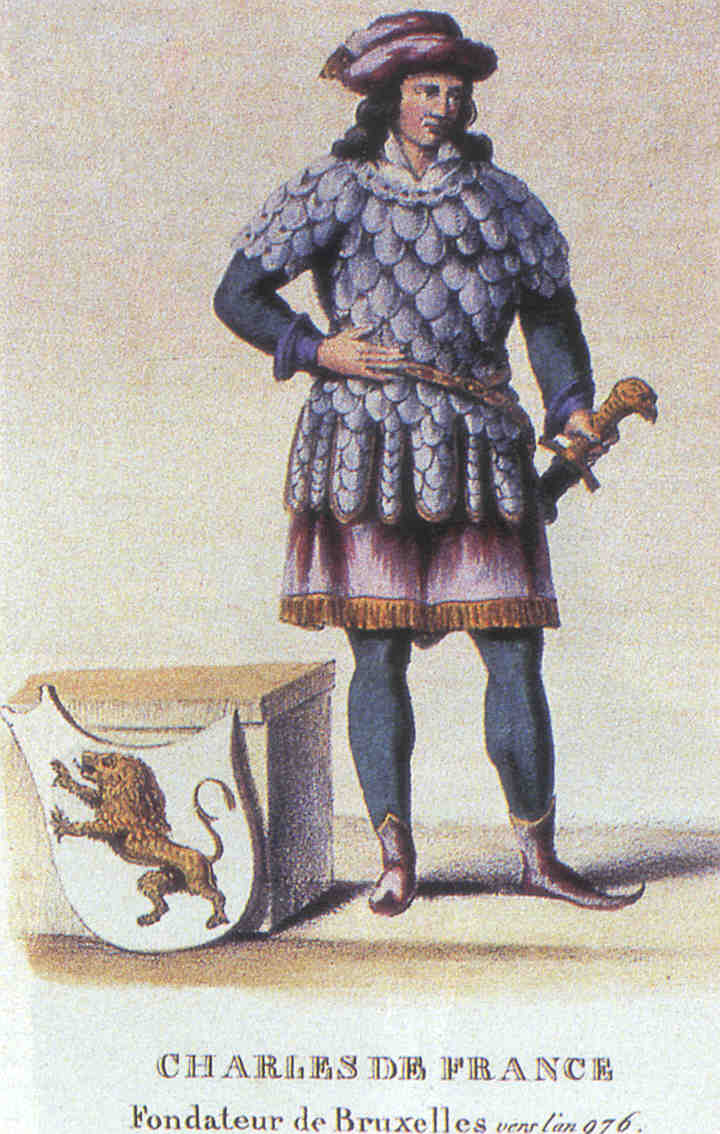
Charles de France ou de Basse-Lotharingie, fondateur de Bruxelles vers l'an 976. Lithographie d'époque romantique, gravée aux environs de 1850, qui concrétisait l'opinion de la plupart des historiens bruxellois de l'époque.

La région bruxelloise accueillit une occupation romaine dont il subsiste des vestiges proches du centre de Bruxelles.
À la fin du VIIe siècle, une chapelle consacrée à l'archange saint Michel est construite au flanc d'une colline dominant la Senne. Au fil des ans, elle prendra de l'importance et sera remplacée par une église qui deviendra la cathédrale Saints-Michel-et-Gudule. En fait, Bruxelles entre dans l'histoire grâce à un évêque malade. Un manuscrit ancien (de 695) relate que Vindicien, évêque de Cambrai, tombe malade et meurt à Brosella.
Le nom de Bruxelles entre véritablement dans l'histoire sous la forme Bruocsella en 966 (connu par une copie du XVe siècle), en langue germanique brōk- désigne le marais et *sāli- (devenu sel(e) en moyen néerlandais) la salle ou la maison. Il pouvait, peut-être, s'agir d'un bâtiment situé sur l'île que l'on appellera l'île Saint-Gery du nom d'un saint dont les reliques y furent installées plus tard. Cette salle pouvait servir de lieu de réunions aux Francs (qui pratiquaient une forme de démocratie élective au cours de grandes réunions des hommes libres, c'est-à-dire francs). Cet endroit pouvait, en même temps, servir d'entrepôt puisque le centre de Bruxelles -qui en est la partie la plus ancienne- semble avoir été un lieu de débarquement et d'échanges sur la rivière Senne.
Une voie romaine traversait le site urbain actuel du sud au nord en venant de l'actuelle chaussée de Waterloo et allant vers Laeken[réf. nécessaire]. Elle suivait approximativement le flanc de la colline qui correspond aujourd'hui avec les quartiers du haut de la ville centrale[réf. nécessaire]. Un petit temple, appelé cella en latin, aurait pu[évasif] s'élever au carrefour de cette voie avec un chemin montant depuis le débarcadère de la zone marécageuse de l'île Saint-Gery, broek. C'était un usage romain de jalonner les voies de communication, notamment les carrefours, par de telles constructions qui plaçaient les voyageurs sous la protection d'un dieu tout en servant de repères géographiques.
Si l'on s'en remet à l'historiographie traditionnelle, la date de fondation de Bruxelles se place en 979. Cependant, aucune source écrite, sinon ultérieures, ou archéologique n'a permis à ce jour de corroborer cette date. La tradition unanime des chroniqueurs anciens veut qu'un premier castrum ait été bâti par le duc Charles de Basse-Lotharingie sur l'île de Saint-Géry (aucune source contemporaine ne mentionne ce castrum et jusqu'à présent, à défaut de fouilles archéologiques, les chroniques anciennes doivent encore être envisagées avec prudence). Aujourd'hui, cette tradition est donc remise en question par la plupart des historiens de Bruxelles. À noter, toutefois que l'iris des marais figure dans les armes de la ville, cette fleur étant une variété sauvage du lys qui fut choisi comme emblème par la monarchie française, ce que d'aucuns rattachent au fait que le duc Charles était aussi nommé Charles de France, ce dernier nom n'ayant pas le sens qu'il a aujourd'hui, mais étant à rattacher à l'origine franque du duc[réf. nécessaire].
Selon la Vie de sainte Gudule (écrite dans l'abbaye de Lobbes entre 1047 et 1053), le duc Charles organisa la translation des reliques de la sainte vers l'église Saint-Géry qui était située sur un îlot formé par la Senne et entouré de marécages. En 1047, le nom de Bruxelles apparaît pour la première fois dans une charte à l'occasion de la fondation du chapitre de Sainte-Gudule par le comte Lambert II de Louvain († 1054), et sa femme Oda de Verdun. En 1073 déjà, cette fondation fut restaurée, dont témoigne un diplôme de l'évêque de Cambrai.
Vers 1100, le comte de Louvain construit une résidence fortifiée sur le lieu-dit Coudenberg (emplacement de l'actuelle place Royale). Ici les ducs de Brabant (XIIIe siècle) édifient leur château qui est occupé ensuite par leurs successeurs, les ducs de Bourgogne, de Philippe III à Charles Quint, puis par les gouverneurs des Pays-Bas espagnols et autrichiens, des archiducs Albert de Habsbourg et son épouse Isabelle (XVIe siècle) jusqu'à la monarchie actuelle.

## XIIesièclesous le Duché de Brabant

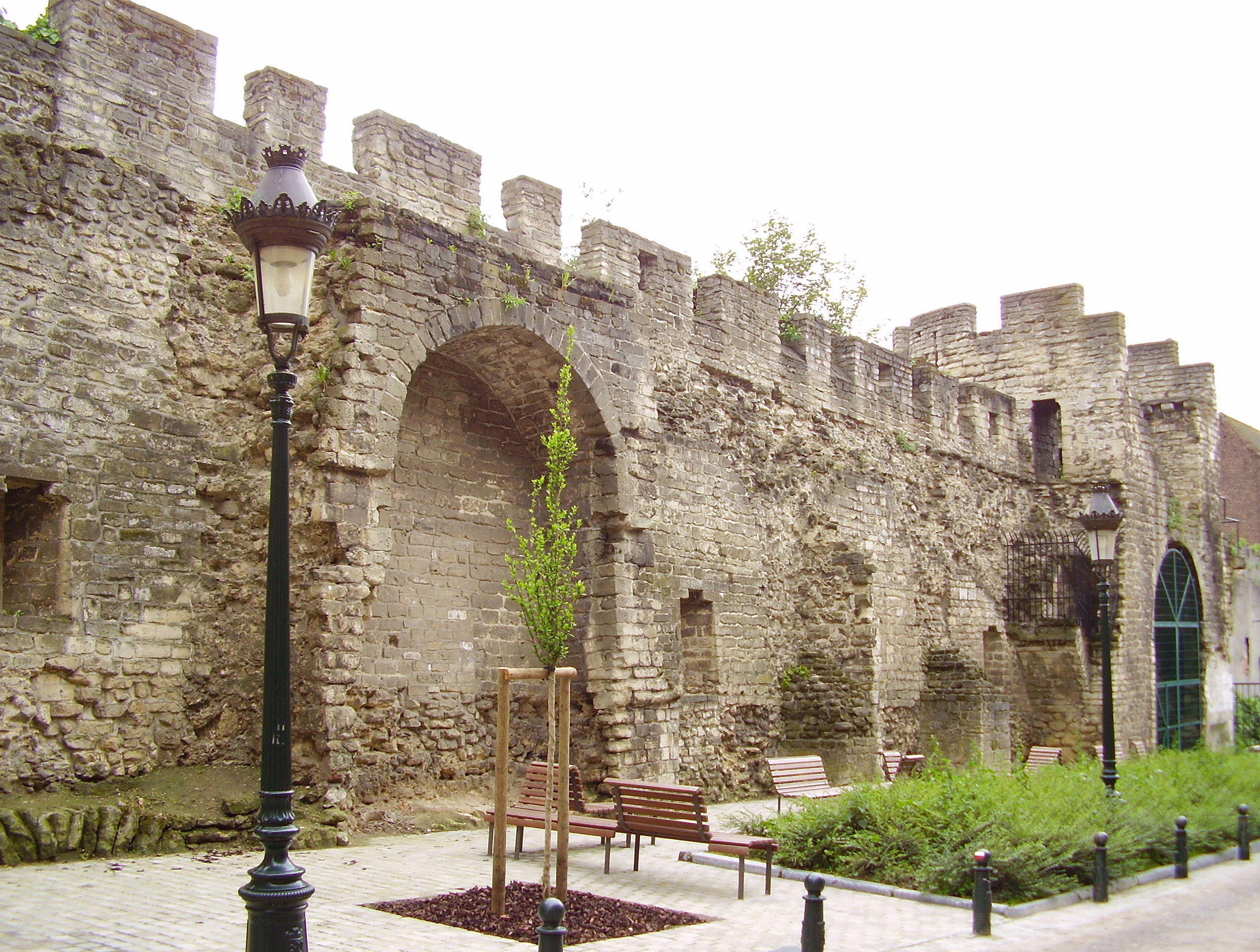
Vue arrière de la première enceinte à la rue de Villers

Au début du XIIe siècle, le commerce devient un acteur principal en Europe occidentale. Les centres commerçants deviennent rapidement de puissantes villes, grâce aux rivières et canaux de la région. Cologne, Louvain, Gand, Ypres, Anvers et Bruges deviennent les pivots du commerce des textiles de la mer du Nord, d'abord surtout vers l'Allemagne, plus tard aussi vers la France, l'Italie et l'Angleterre. Grâce à ses artisans et à son port sur la Senne, Bruxelles devient un carrefour marchand important. De cette prospérité témoigne le début des travaux à la collégiale Sainte-Gudule (1225) destinés à remplacer le sanctuaire roman par un édifice gothique.
Les deux siècles suivants voient Bruxelles s'enrichir. Le commerce se spécialise dans les belles étoffes qu'on exporte vers les marchés de France, d'Italie et d'Angleterre. Bruxelles se développe au sein du Brabant qui, contrairement au comté de Flandre, n'était pas fief du roi de France mais était incorporé à l'Empire germanique depuis 923. Dès 1183, l'empereur érigea le Brabant en duché. Henri Ier (1190-1235), comte de Bruxelles et de Louvain et premier duc de Brabant, entreprend la construction de la première enceinte de Bruxelles, longue de 4 kilomètres, qui englobe l'île Saint-Géry et le premier port de Senne, la place du marché qui deviendra la Grand-Place de Bruxelles, le chapitre de Sainte-Gudule et le château du Coudenberg.
À l'opposé de la situation du comté de Flandre, qui voit les artisans s'opposer à leur suzerain, le roi de France, et en battre la chevalerie lors de la bataille des éperons d'or (Courtrai, 1302), les relations entre les villes brabançonnes et leurs suzerains, le duc de Brabant et l'empereur romain germanique, sont excellentes. Les villes reçoivent rapidement des privilèges et des libertés et financent librement la politique ducale (en 1229, Bruxelles reçoit une charte (keure, en néerlandais) qui est la plus ancienne charte pénale connue).

### La prépondérance des «lignages de Bruxelles»
L'administration des villes est aux mains des patriciens. À Bruxelles, ils sont groupés en sept lignages privilégiés, qui écartent les artisans de la gestion administrative et des offices publics, à quelques exceptions près. Ces privilèges des sept « lignages de Bruxelles » seront confirmés par le duc dans une charte de 1306.
C'est ainsi que, jusqu'à la fin de l'Ancien Régime, le premier bourgmestre et les sept échevins doivent obligatoirement en faire partie. Les neuf « Nations », regroupant les doyens des Métiers, ne participent au pouvoir qu'à partir de la seconde moitié du XIVe siècle et au XVe siècle. À partir de la révolution de 1421, les Huit de la Gilde Drapière seront choisis pour moitié parmi les sept lignages de Bruxelles et les Nations.
Au XIVe siècle, la portée de l'autorité du suzerain s'inscrit dans diverses chartes. Ce processus culmine dans la signature de la « Joyeuse Entrée » en 1356. Ce document organise la division du pouvoir entre le duc et les représentants du peuple, les États de Brabant. Trois classes sociales sont représentées: la noblesse, le clergé et le tiers état. Le suzerain ne peut déclarer la guerre, conclure des traités, dévaluer la monnaie ou établir des taxes sans l'autorisation des États de Brabant.

### Succession du duché de Brabant
En 1356, après la mort du duc Jean III de Brabant, le comte de Flandre Louis de Male conteste à la duchesse Jeanne de Brabant la succession de son père, dont il a lui-même épousé une autre de ses filles. Au cours de la Guerre de succession du duché de Brabant, les milices bruxelloises sont défaites à Scheut (Anderlecht). La duchesse Jeanne doit s'enfuir de la ville, qu'occupe une garnison flamande. La ville est rapidement reprise grâce à un coup de main audacieux d'Éverard t'Serclaes (24 octobre 1356). Après cet épisode, Bruxelles se sent à l'étroit et mal protégée dans ses remparts. La construction de la seconde enceinte commence en 1357 et se termine en 1379.
La ville avait acquis en 1301 le steen (c'est-à-dire une maison en pierre) dit De Meerte, situé sur la Grand-Place, pour en faire une maison échevinale. S'y ajoute en 1327 un steen voisin, Den Wilden Ever. Au début du XVe siècle, ces bâtiments sont devenus inadéquats et de 1402 à 1405, la Ville fait construire sur leur emplacement un véritable hôtel de ville, correspondant à l'aile gauche de l'hôtel de ville actuel, y compris une tour terminale.
En 1370, après une accusation de profanation d'hosties contre les Juifs des émeutes antijuives s'ensuivent, et une vingtaine de Juifs sont brûlés, avant l'expulsion des Juifs de Bruxelles.
Au XVe siècle a lieu la nomination du premier bourgmestre bourgeois et de ses conseillers, représentant le peuple pour la première fois.

## XVesiècle: de la période bourguignonne à celle des Habsbourg
En 1430, le duc de Bourgogne, Philippe le Bon, hérite du duché du Brabant. Il autorise l'approfondissement et l'élargissement de la Senne pour faciliter le commerce. Bruxelles devient alors une capitale des Pays-Bas bourguignons. Le duc arrondit ses possessions par héritages et achats au point de constituer un ensemble capable de défier les appétits des rois de France. Il donne à ses territoires le titre de Leo Belgicus. Bruxelles s'impose alors comme centre administratif et culturel, célèbre pour l'architecture de ses églises, son palais et son commerce d'artisanat de luxe. Mais l'ambition du fils de Philippe le Bon, Charles le Téméraire entraîne un conflit larvé avec le roi de France Louis XI qui soutient en sous-main la révolte des Liégeois contre les empiètements du duc. Voulant s'imposer aux suisses dans le but de relier ses territoires du nord à ceux du sud (la Bourgogne), Charles le Téméraire engage le combat à Grandson et Morat. Vaincu, il perd la vie dans des conditions qui font penser à une trahison perpétrée en plein combat. Celle qui lui succède en 1477, Marie de Bourgogne, épouse Maximilien d'Autriche. Elle meurt dans un accident de cheval en 1482, laissant son époux et la dynastie des Habsbourg gouverner le Brabant, dans l'attente de la majorité de son fils, le futur Philippe le Beau.
C'est sous les ducs de Bourgogne que naissent les États Généraux qui représentent les diverses provinces du domaine bourguigon dans les territoires de l'actuelle Belgique, des Pays-Bas et du nord de la France. Cette autorité représentative, dans laquelle la noblesse a la prééminence, persistera, dans le territoire de la future Belgique, sous l'Ancien Régime et jusqu'à l'annexion française de 1793, exerçant le pouvoir avec des fortunes diverses face aux souverains, souvent étrangers, qui tenteront à plusieurs reprises de restreindre les droits des villes et des communes appelés aussi les privilèges.
En 1488 Bruxelles connaît une cruelle guerre civile et pendant l'été de 1489, une épidémie de peste.
À la mort de Philippe le Beau, sa sœur, Marguerite d'Autriche (1480-1530), devient gouverneur général des Pays-Bas en 1507 avec le titre officiel de Gouvernante et  s'installe à Malines, où elle élève son neveu, le futur empereur Charles Quint.

## XVIesiècle: régime espagnol

### Sous Charles Quint

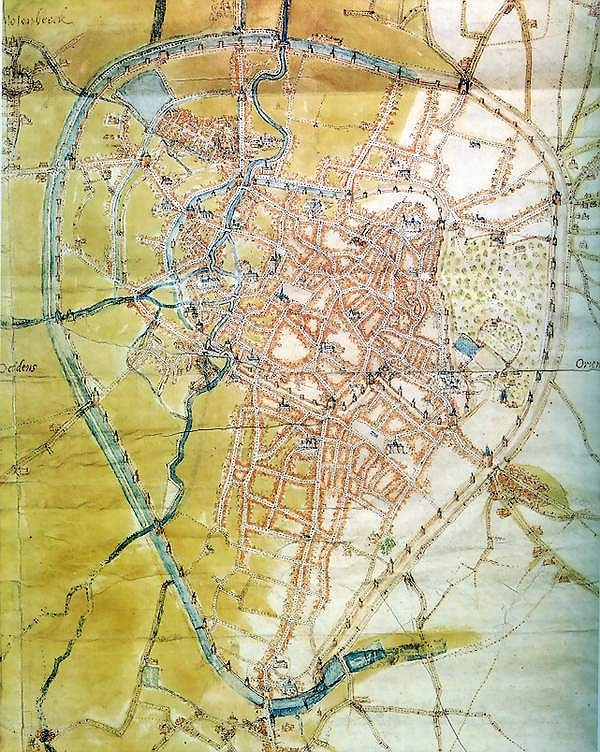
Plan de Deventer: Bruxelles en 1555.

En 1515, l'archiduc Charles d'Autriche, fils de Philipe le Beau, devient à 15 ans souverain de Bourgogne et, à 16 ans, hérite du trône d'Espagne. 1516 marque le début de la domination espagnole sur toute la région. Né à Gand, devenu l'empereur Charles Quint à la suite de son grand-père Maximilien, il favorise les Pays-Bas: il rétablit Bruxelles comme capitale, siège des États généraux des Pays-Bas et des trois conseils du gouvernement. Roi d'Espagne par son origine familiale, devenu empereur d'Allemagne par élection de la diète, Charles Quint possède aussi les titres des provinces et principautés des Pays-Bas, de par son ascendance bourguignonne. Ainsi, il intègre les Pays-Bas, avec l'Autriche et l'Espagne, dans un vaste ensemble comprenant aussi les colonies d'Amérique. Étendu sur deux hémisphères, c'est un empire dont on a pu dire que « sur les possessions de l'empereur le soleil ne se couche jamais ». Bruxelles abrite une cour des plus brillantes où affluent des nobles de toutes les parties de l'empire et la ville émerge rapidement comme la plus puissante ville brabançonne, dépassant ses rivales Louvain, Malines et Anvers. Bruxelles fleurit et devient une grande ville d'artistes et de scientifiques (Vésale, Mercator). Érasme y rédige un traité sur l'éducation d'un prince. À Bruxelles siège un gouvernement qui, sous le nom de Conseil d'État, fonctionne selon les lois et traditions des Pays-Bas qui sont indépendantes de celles de l'Espagne et de l'Empire germanique dont Charles-Quint est à la fois roi et empereur. Les milices communales sont appelées, dans certaines limites, à participer aux guerres contre la France de François Ier aux côtés des troupes espagnoles cantonnées dans le pays. C'est l'occasion de guerroyer pour la noblesse, comme c'est le cas du comte d'Egmont, un Bruxellois qui s'illustre à la tête des armées. Mais le protestantisme contre lequel Charles Quint édite les placards, affiches prescrivant l'interdiction de la religion réformée sous la menace de représailles impitoyables, va gagner des populations de plus en plus nombreuses. Des exécutions capitales s'ensuivent et lorsque Philippe II d'Espagne succède à son père Charles Quint, qui abdique en 1555, une franche révolte éclate dans l'ensemble des Pays-Bas contre l'autoritarisme du nouveau roi. À Bruxelles, les principaux représentants de la noblesse, soutenus par la majorité de la population présentent leurs doléances à la gouvernante des Pays-Bas représentant le roi d'Espagne. Traités de gueux par les fidèles du roi, ils revendiquent ce titre avec la devise « gueux jusqu'à la besace » et la révolte gagne l'ensemble des Pays-Bas du sud et du nord.

### Guerre de Quatre-Vingts Ans
Philippe II réagit en envoyant des troupes qui arrivent d'Espagne en passant par la Franche-Comté, alors située en dehors du territoire de la France. La révolte devient alors une guerre de religion. Le duc d'Albe fait régner la terreur. Les chefs de la révolte, les comtes d'Egmont et de Horne sont décapités sur la Grand Place de Bruxelles. Le prince d'Orange, appelé Guillaume le Taciturne, ancien favori de Charles-Quint, ne cessera de guerroyer jusqu'à sa mort à la tête des révoltés avec le comte Philippe de Marnix de Sainte-Aldegonde né à Bruxelles dans une famille originaire de Savoie et de Franche-Comté, érudit polyglotte, auteur de pamphlets contre la corruption du Vatican, de traités d'éducation, mais aussi stratège qui dirigera la défense d'Anvers. Les dirigeants de la révolte, traités de gueux par les Espagnols, entreprennent une guerre qui durera une vingtaine d'années pendant lesquelles Bruxelles doit subir impôts et réquisitions, tandis que l'ensemble du territoire de la Belgique est parcouru par des troupes de mercenaires, d'Espagnols et aussi de factions catholiques et protestantes en lutte les unes contre les autres, les protestants français s'efforçant d'apporter une aide aux protestants locaux. Bruxelles participe à l'Union d'Utrecht (1579) avec les protestants néerlandais et sera même une république calviniste de l'automne 1577 jusqu'en mars 1585. Après un siège d'un an, durant lequel les combattants bruxellois sont épaulés par des « gueux de la mer » dirigés par le Liégeois Louis de Boisot portant le titre d'amiral, la ville retombe sous la coupe espagnole.
Finalement, l'Espagne accordera une indépendance interne à un territoire correspondant, en plus grand, à l'actuelle Belgique sous les archiducs Albert et Isabelle, tandis que les Pays-Bas du nord finiront par acquérir leur indépendance et devenir les Provinces-Unies. Sous les archiducs, durant une vingtaine d'années, la ville retrouve sa prospérité. Bruxelles redevient le siège du gouvernement des Pays-Bas espagnols, que l'on appelle le Conseil d'état, et la lutte contre le protestantisme continue.

## XVIIesiècle: l'invasion française

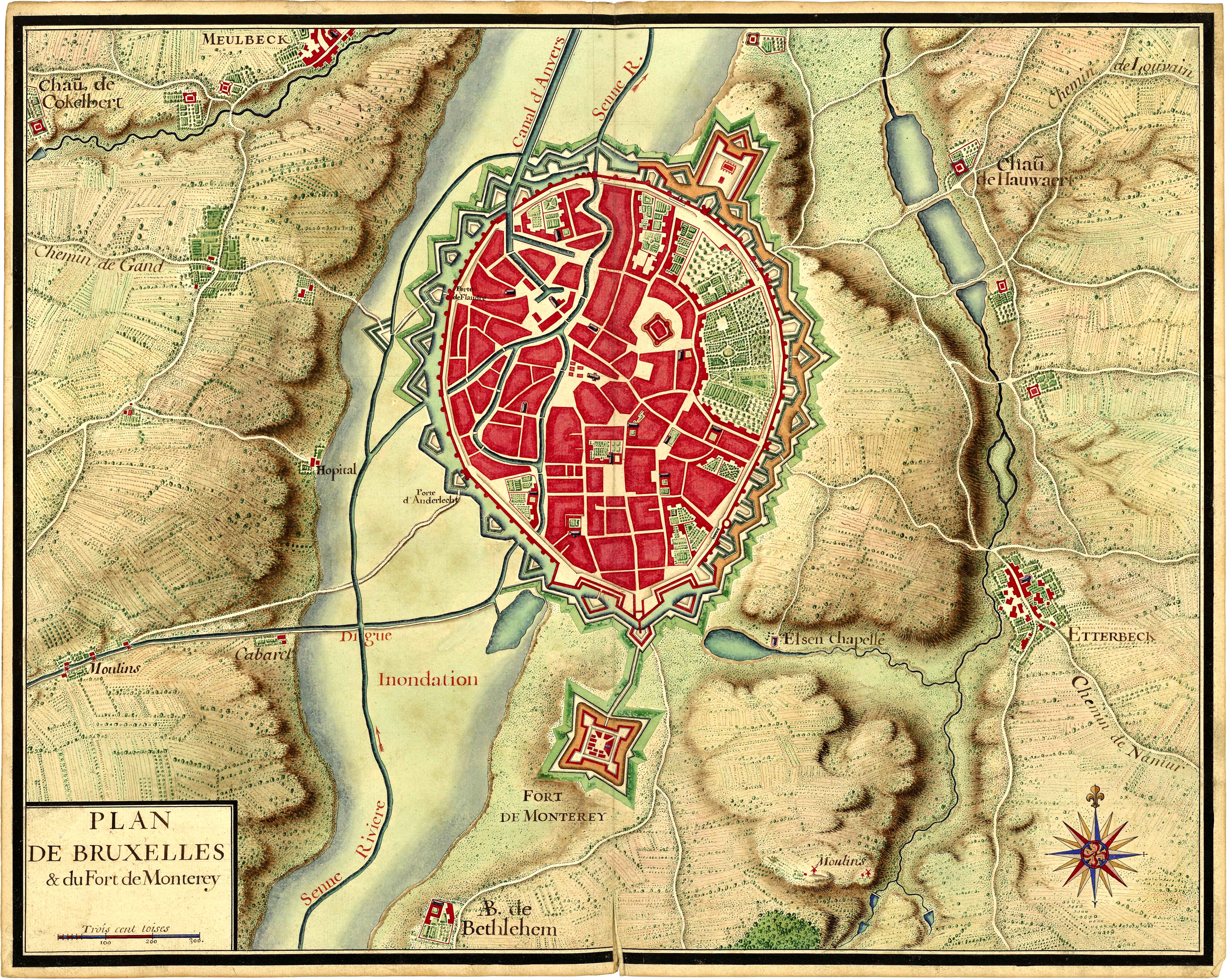
Plan de Bruxelles provenant de la collection de cartes réunies pour Louis XIV lors de la guerre de succession d'Espagne

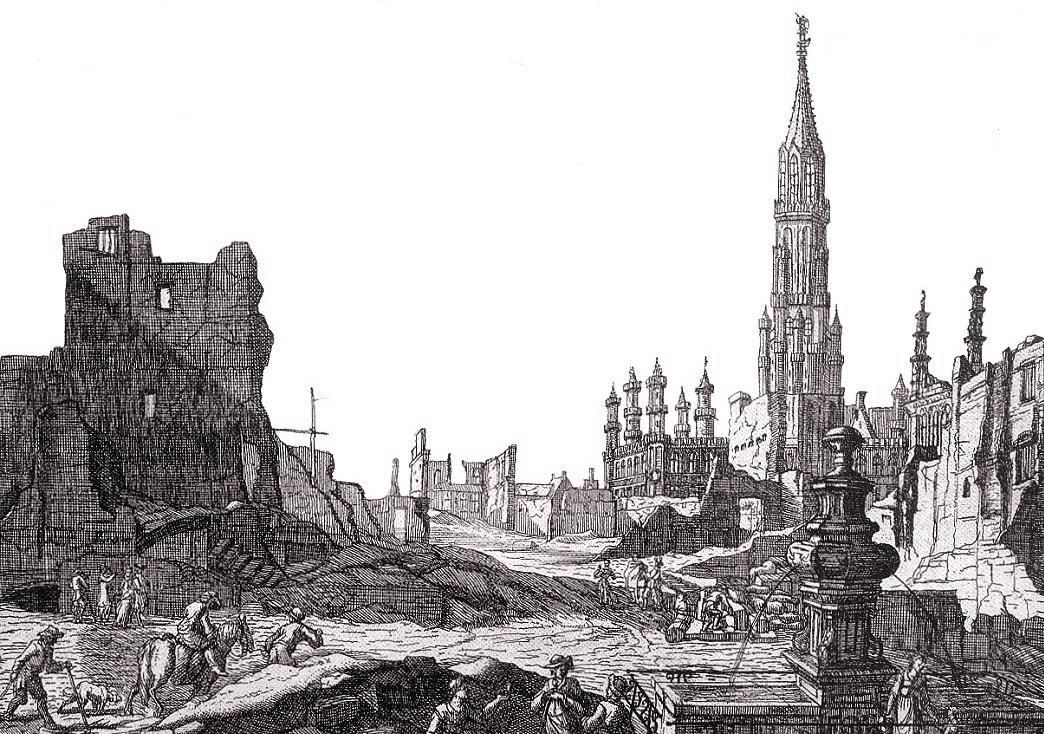
Gravure de la Grand-Place de Bruxelles après le bombardement français du 13 août 1695.

Sous Louis XIV, le 13 août 1695, l'armée du maréchal de Villeroy, qui a envahi le pays, bombarde Bruxelles sur ordre de Louis XIV depuis les hauteurs de Scheut, à Anderlecht. Prenant pour repère la flèche de l'Hôtel de Ville, les canons manquent cependant le prestigieux édifice mais rasent les maisons de la Grand-Place et une grande partie de la ville (de 3830 à 5000 bâtiments suivant les sources, soit un tiers de la surface bâtie). Les villes voisines réagissent aussitôt en envoyant vivres et secours. Les cours européennes s'indignent de ce bombardement de terreur, visant une population civile étrangère au conflit.
La reconstruction de la Grand-Place en fait dès lors l'une des plus belles places d'Europe. En 1700, on inaugure le Théâtre sur la Monnoye que le Gouverneur Général Maximilien-Emmanuel de Bavière a fait ériger sur le site de l'ancien hôtel des monnaies. Les ruines de la ville sont déblayées et de nouvelles rues sont tracées.
De 1698 à 1700, un violent conflit oppose les Nations, c'est-à-dire les différents corps de métiers, au Gouverneur Général à la suite de la découverte dans les ruines de l'ancien beffroi, d'un recueil de chartes connu sous le nom « Den Luyster van Brabant ». Ce recueil, qui consignait les droits et privilèges arrachés par Bruxelles aux ducs et princes qui s'étaient succédé depuis des siècles, avait été caché à l'époque espagnole.

## XVIIIesiècle: le régime autrichien

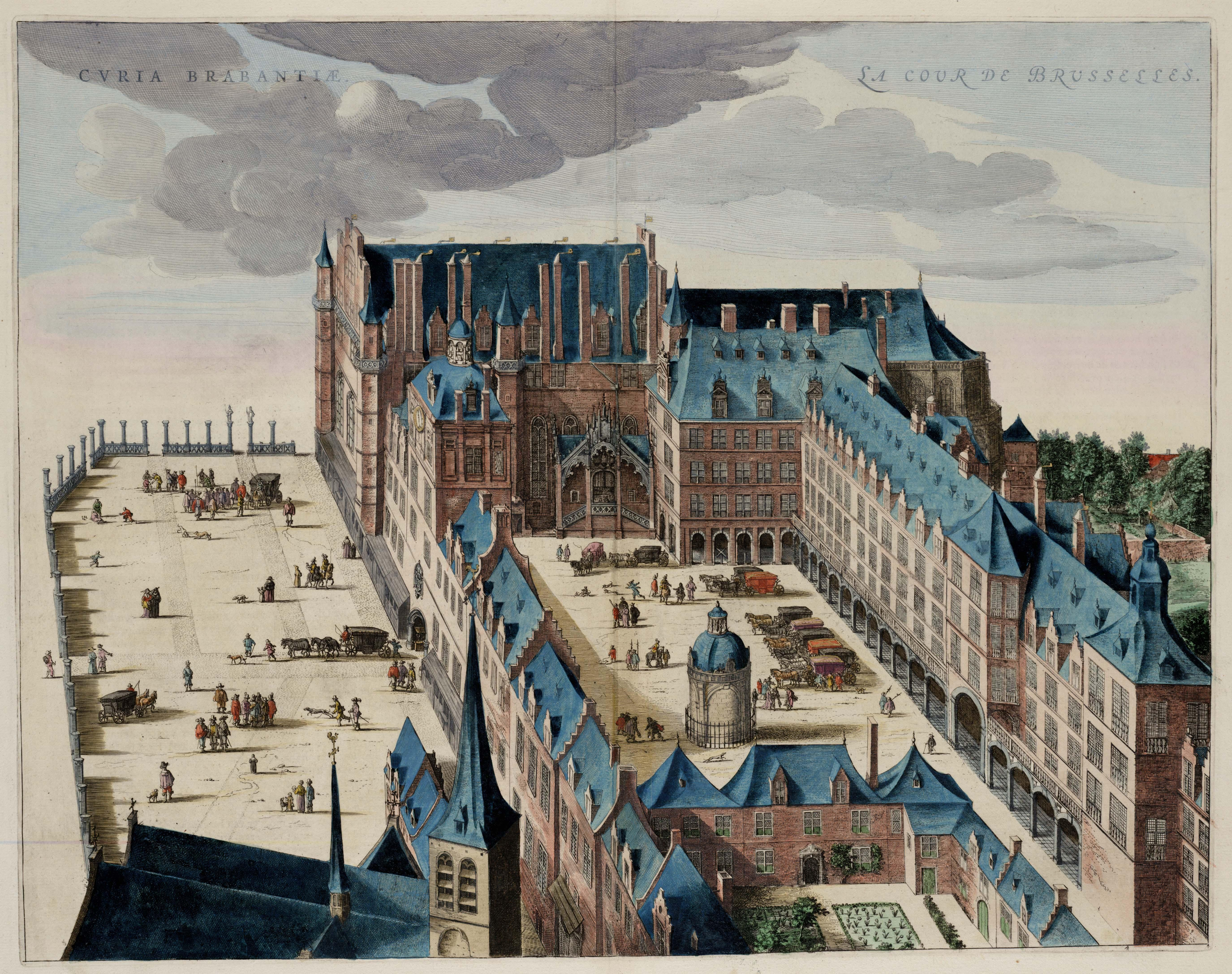
Le palais du Coudenberg (situé à peu près à l'endroit de l'actuelle Place Royale), résidences des différents Ducs ou gouverneurs de Bruxelles, fut détruit dans un incendie le 3 février 1731.

En 1713, la dynastie des Habsbourgs d'Espagne cède le pouvoir sur les Pays-Bas aux Habsbourgs d'Autriche. Mais les Nations, opposées à toute réforme, veulent en revenir aux particularismes garantis, autrefois, par les chartes. Gagnés à l'origine contre les ducs de Brabant et les ducs de Bourgogne, ces privilèges sont menacés par le pouvoir autrichien. Des émeutes éclatent et les Nations refusent obstinément de voter l'impôt. En 1700, le gouverneur riposte en publiant un Règlement additionnel modifiant l'administration bruxelloise de façon à renforcer son
pouvoir.
Le premier gouverneur autrichien, le Marquis de Prié, était détesté des Bruxellois, qui l'appelaient « Marquis de Pillé ». Il sera remplacé par Charles de Lorraine.
Dans la nuit du 3 au 4 février 1731, un incendie détruit le palais du Coudenberg. En 1746, les troupes françaises du maréchal de Saxe occupent Bruxelles jusqu'en 1749. Cette année-là, après le retour des Autrichiens, Charles de Lorraine, qui avait dû fuir Bruxelles, y revient triomphalement. Personnage réputé débonnaire, il occupe les fonctions de gouverneur général des Pays-Bas jusqu'à sa mort en 1780. C'est sous son règne que l'on procède à d'importants travaux d'urbanisme: après avoir rasé les ruines de l'ancien palais du Coudenberg, on aménage la Place Royale. Une fois ces travaux achevés, on procède à l'aménagement du parc Royal à l'emplacement de l'ancienne Warande (réserve de chasse) du palais du Coudenberg. En 1775, l'architecte Claude Fisco avait déjà aménagé la place Saint-Michel (actuelle place des Martyrs) dans le quartier de la rue Neuve.

### Les Révolutions
La révolution brabançonne de 1789 est déclenchée par la suppression de la charte portant sur les privilèges arrachés par la ville, à travers les siècles, aux divers régimes qui ont dominé Bruxelles. Cette charte, la Joyeuse-Entrée, l'empereur Joseph II n'en veut pas au nom d'un centralisme qui veut imposer les mêmes règles sociales à toutes les possessions autrichiennes. Ce qui se caractérise par la suppression de nombreux jours chômés de kermesses et de fêtes patronales et aussi par la fermeture de couvents et abbayes considérés comme parasitaires et par la réforme de l'ordre judiciaire. À Bruxelles, à Anvers et à Louvain, trois villes qui constituent le tiers état brabançon, l'opposition va jusqu'au refus de payer les impôts. Ce n'est pas seulement le Brabant qui refuse de s'incliner devant les réformes imposées par l'empereur de Vienne. En Hainaut et en Flandre, le peuple gronde depuis 1787. Des volontaires se font inscrire dans les milices urbaines et les trois couleurs (noir, jaune et rouge) sont arborées sur les hôtels de ville. Le soulèvement se transforme en guerre ouverte et une armée improvisée chasse les Autrichiens. Un des artisans de ce succès est le général Jean-André van der Mersch, un enfant du pays, jusque-là en service dans l'armée autrichienne, qui répond à l'appel des notables qui cherchent un chef compétent pour les insurgés. Après la disparition du régime autrichien, les États-Généraux se réunissent à Bruxelles le 7 janvier 1790 et proclament l'indépendance des États belgiques unis. Celle-ci est de courte durée : malgré les victoires des troupes belges sous le commandement du général van der Mersch, des dissensions menacent le jeune état. Un général prussien, von Schoenfeldt, se met au service des états généraux qui s'efforcent de prendre le contrôle de la situation. Il est l'ami personnel du général prussien von Schlieffen qui commande des troupes à Liège où le prince-évêque avait d'abord été chassé par un soulèvement autonome. Certains espèrent obtenir l'appui du roi de Prusse Frédéric-Guillaume II qui voit dans les événements une possibilité d'intervenir contre l'Autriche en Europe de l'Ouest. Et de Paris, où les événements de la Révolution française ont attiré des démocrates belges, arrivent des encouragements. Mais des luttes intestines entre progressistes et conservateurs compliquent la situation. Le peuple et la bourgeoisie sont divisés entre partisans de François Vonck, un avocat progressiste et ceux d'Henri van der Noot, un avocat conservateur. Le 10 décembre 1790, le régime autrichien est rétabli par un retour en force de l'armée autrichienne dont les chefs profitent des dissensions de leurs adversaires pour jouer les uns contre les autres. Mais la mort de l'empereur Joseph II amène au pouvoir son frère Léopold II qui promet le rétablissement des droits traditionnels. En 1790, la révolution est vaincue partout, même à Liège où le prince-évêque s'est réinstallé dans tous ses droits. Cependant, à Bruxelles, le banquier Édouard de Walckiers, qui avait contribué au financement de la Révolution, fonde la Ligue du bien public inspirée des clubs parisiens. L'esprit révolutionnaire n'est pas mort et l'on voit s'affirmer l'avocat flamand Verlooy qui ne cache pas ses opinions républicaines.

## XVIIIesiècle: le régime français
L'hostilité des souverains européens à la Révolution française ayant entraîné la France dans une guerre générale, l'armée française prend l'offensive au nord où menace une armée autrichienne installée en Belgique depuis l'effondrement des États-Belgiques-Unis. Les Autrichiens sont battus à bataille de Jemappes, les Français entrent à Bruxelles le 14 novembre 1792 et le rattachement à la France est proclamé le 1er mars 1793. Le pouvoir autrichien à nouveau vaincu, les Bruxellois accueillent les troupes révolutionnaires avec enthousiasme. Mais les nouveaux occupants se rendent rapidement impopulaires: à Bruxelles, ils saccagent plusieurs églises, dont la Sainte-Gudule. L'hostilité populaire est telle qu'après la défaite française à la bataille de Neerwinden, le retour des Autrichiens à Bruxelles est accueilli avec satisfaction: l'empereur François II vient lui-même à Bruxelles prêter serment à la Joyeuse-Entrée devant les métiers et les Serments de la ville. Il s'agit de s'attacher définitivement les Belges en leur garantissant le respect de leurs droits. Mais, après la bataille de Fleurus (6 juin 1794), les Autrichiens sont à nouveau chassés du pays et l'occupation française se réinstalle en se durcissant.
À Bruxelles, tous les privilèges féodaux et les institutions traditionnelles de l'Ancien Régime sont supprimées. La Cuve de Bruxelles, le lien de franchise qui unit la ville aux villages qui l’entourent depuis les XIIIe et XIVe siècles est abolie de manière unilatérale en 1795 (14 fructidor an III) par décret du Comité de salut public de la Première République française. Les communes limitrophes de l’ancienne ville de Bruxelles sont donc séparées de celle-ci et sont constituées et délimitées durant les années suivantes. Bruxelles, réduite arbitrairement à une surface correspondant aux remparts du XIVe siècle, est ramenée au rang de chef-lieu départemental, en l'occurrence du département de la Dyle et reçoit un conseil municipal élu, pour la première fois, de manière démocratique. La population urbaine se réduisit de 74 000 en 1792 à 66 000 en 1799.
Bruxelles est sous le Consulat et plus encore sous le Premier Empire, le théâtre d’une croissance économique remarquable, surtout dans les domaines du textile et de la chimie. Le Blocus continental, imposé par Napoléon Ier à la Grande-Bretagne va avoir pour effet de doper la production bruxelloise en effaçant la concurrence anglaise en Europe. L’opulence de la cité et de ses firmes textiles est anéanti à la suite de la défaite française de Waterloo.
Le 15 aout 1800 est créé le corps de sapeurs-pompiers de Bruxelles, qui compte alors 100 hommes, armés, car ils avaient pour rôle, outre la lutte contre l'incendie, celui du maintien de l'ordre.
En 1801, le Premier Consul Bonaparte fonde le musée des Beaux-Arts de Bruxelles (qui deviendra les musées royaux des beaux-arts de Belgique en 1927) et reçoit de nombreuses œuvres en provenance du Louvre.
Le 22 juin 1804, Bruxelles reçoit le titre de « Bonne ville » de première classe de l'Empire. Le titre de duc lui est conféré.

## XIXesiècle: le royaume uni des Pays-Bas
Après la défaite de Napoléon à Waterloo en 1815, à la suite du congrès de Vienne, la Belgique est unie avec les anciennes Provinces-Unies pour former le royaume uni des Pays-Bas, malgré un vote défavorable des notables dont il n'est tenu aucun compte. Guillaume Ier d'Orange prend le titre de roi des Pays-Bas et de roi de Belgique (le mot Belgique étant employé à l'époque pour désigner tout le nouveau royaume uni des Pays-Bas (Regnum Belgicum) et non pas uniquement les provinces du sud). Bruxelles est, avec La Haye, la capitale du nouveau pays. Le style autoritaire du nouveau monarque qui est accusé de favoriser les néerlandais dans toutes les fonctions ministérielles, administratives et militaires, ainsi que sa tentative d'imposer la langue néerlandaise dans toute la Belgique engendrent le mécontentement.

## XIXesiècle: la Belgique

### 1830: la révolution belge
Dans la nuit du 24 au 25 août 1830, les Belges mènent leur révolution. Bruxelles compte 100 000 habitants. La révolution débute à Bruxelles, au cours d'une représentation de La Muette de Portici au théâtre de la Monnaie et gagne vite les provinces. Des soulèvements éclatent dans les villes de province à la nouvelles des barricades de Bruxelles. L'armée néerlandaise est battue partout par les volontaires. Le traité des XVIII articles reconnaît l'indépendance belge, mais le roi des Pays-Bas, tente un retour en force. Les Belges doivent reculer devant une offensive menée avec l'appui d'une nombreuse artillerie et Bruxelles est menacée. Mais, entre-temps, un gouvernement provisoire a proclamé l'indépendance du pays et le congrès national a élu un roi, Léopold Ier de Saxe-Cobourg et Gotha. Il prête serment de fidélité à la constitution le 21 juillet 1831, date qu ideviendra le jour de la Fête nationale belge. Celle-ci est, alors, la plus libérale du monde. Le nouveau roi porte le titre de roi des Belges et non de roi de Belgique. C'est lui qui, au nom du régime de neutralité du nouvel état proclamé par la conférence de Londres, demande l'intervention française contre les Pays-Bas, la neutralité étant garantie par la France et l'Angleterre. Devant l'armée française et la menace sur ses arrières des volontaires du Limbourg menés par Charles de Brouckère, l'armée des Pays-Bas recule pour éviter l'affrontement et se retranche dans Anvers qu'elle aura bombardé avant de se rendre. Le régime de neutralité a fonctionné et protégera l'indépendance belge jusqu'à sa rupture par l'Allemagne impériale, lors de la Première Guerre mondiale, en 1914.

### Rôle de capitale du royaume
Quand, en 1830, Bruxelles devient la capitale de la Belgique indépendante, elle attire une nouvelle population administrative, tandis que les faubourgs industrialisés connaissent une grande densification démographique. Bruxelles accueille aussi beaucoup de réfugiés français et de francophones du sud du pays, recherchés pour peupler les administrations de ce jeune État où le pouvoir politique était aux mains de la haute bourgeoisie francophone, alors que la majorité des Belges parle l'un ou l'autre patois local.
Le libéralisme domine le long XIXe siècle dans la capitale belge et ce dès 1830. Contrairement à ce qui se passe dans certaines villes belges, l’orangisme ne présente à aucun moment une alternative crédible au belgicisme des autres partis. La domination du libéralisme (doctrinaire) était favorisée par plusieurs éléments : bourgeoisie éclairée, fort courant anti-clérical lié directement à la force des ligues maçonniques, présence de l’université libre de Bruxelles et ouvriers spécialisés peu attirés par un socialisme révolutionnaire.
La politique poursuivie par le collège échevinal se définit par un libéralisme prononcé que ce soit par son absence de politique social, un laissez-faire général dans sa politique urbanistique et écologique ainsi qu’une politique favorisant la liberté commerciale. L’éducation constitue le seul domaine d’intervention précoce. En effet, la ville de Bruxelles se caractérise par un enseignement communal qui arrive à se poser comme concurrent sérieux face à la dominance des établissements catholiques.
Ce n’est qu’avec l’introduction du suffrage universel masculin que l’électorat catholique révèle son véritable poids politique, un élément qui n’a pas encore vraiment attiré l’attention de l’historiographie. À part lors des élections communales de 1938 où le mouvement catholique perd beaucoup de voix à Rex, le parti de droite rassemble chaque fois le plus de voix. Mais il ne réussit pas à accaparer le maïorat qui reste la chasse gardée des libéraux. Contrairement à d’autres villes belges notamment Gand et Anvers, l’élite du monde politique bruxellois ne se renouvelle guère dans les années 1920 et 1930 ans. Cette stabilité est presque caricaturalement illustrée par Adolphe Max, bourgmestre de Bruxelles de 1909 jusqu’à sa mort en 1939. Son successeur, Joseph Van de Meulebroeck, est conseiller communal depuis 1907.
La vie politique bruxelloise dépasse les étroites frontières de la commune. Aussi, des communes voisines furent-elles amenées, au début du XXe siècle, à entamer avec la commune centrale une forme d'unification officieuse portant sur des matières pratiques, éclairage, plaques des rues, accords policiers sous la houlette d'une instance appelée la conférence des bourgmestres qui est placée, à sa naissance, sous la présidence du bourgmestre libéral Adolphe Max. C'est que, pour le monde libéral, Bruxelles constitue sans aucun doute un lieu des plus importants. D’autre part, par la valeur symbolique de la capitale, les décisions prises par le pouvoir bruxellois ont parfois des répercussions nationales. Par l'influence de la commune centrale sur les autres communes et par les compétences élargies du bourgmestre, notamment sur la police, la position bruxelloise vis-à-vis des nombreuses manifestations qui se déroulent à Bruxelles, peut être déterminante quant à l’issue de celles-ci.
D’une manière plus générale, la ville de Bruxelles se trouve au centre de la construction identitaire belge. Vu son rôle déterminant dans les journées de septembre 1830, il n’est guère étonnant qu’elle se trouve au milieu des commémorations qui, jusqu’à la fin du XIXe siècle, ont donné la date à la fête nationale belge. La place des Martyrs constitue un des lieux de mémoire autour duquel se développe tout un discours national, l’autre élément central, la monarchie, est également présente au milieu de Bruxelles. La capitale comprend de nombreux monuments érigés au XIXe siècle qui illustrent la grandeur de la Belgique : colonne du congrès, Cinquantenaire, palais de Justice… Pendant la Première Guerre mondiale, les deux éléments cités au-dessus – les événements de 1830 à travers la place des Martyrs et la monarchie à travers le 21 juillet prestation de Léopold Ier de Belgique – sont centraux dans la réponse patriotique de la ville à l’occupant. Et même si Bruxelles a relativement peu souffert comparée à des villes comme Dinant, elle sera également après 1918 un des haut-lieux du patriotisme belge qui se définit largement en fonction de la Grande Guerre.
Le 20 novembre 1834 y est fondée l'université libre de Belgique, qui deviendra rapidement l'université libre de Bruxelles.
De gigantesques travaux confèrent à Bruxelles son statut de capitale: édification des Galeries royales Saint-Hubert (1846), voûtement de la Senne (1867-1871), construction du palais de Justice (1866-1883) et du parc du Cinquantenaire avec son arc de triomphe. (1880). De nouveaux quartiers sont dessinés et font l'objet d'un plan d'urbanisme révolutionnaire qui comprend de grandes avenues et des parcs et s'étend à toutes les communes, contribuant à l'unification des esprits bruxellois qui acquièrent une conscience collective, surtout dans la bourgeoisie et les intellectuels. Sous l'impulsion de l'architecte Victor Horta, de superbes demeures Art nouveau s'érigent au début du XXe siècle. Bruxelles connaît alors un important retentissement culturel. Une littérature indépendante de Paris apparaît, la vie théâtrale est importante et de grands musées sont érigés.
Fuyant la guerre franco-prussienne, le peintre mentor des impressionniste Eugène Boudin séjourne à Bruxelles fin 1870 sur l'invitation de Gauchez, un marchand bruxellois.

Tableaux d'Eugène Boudin en 1871
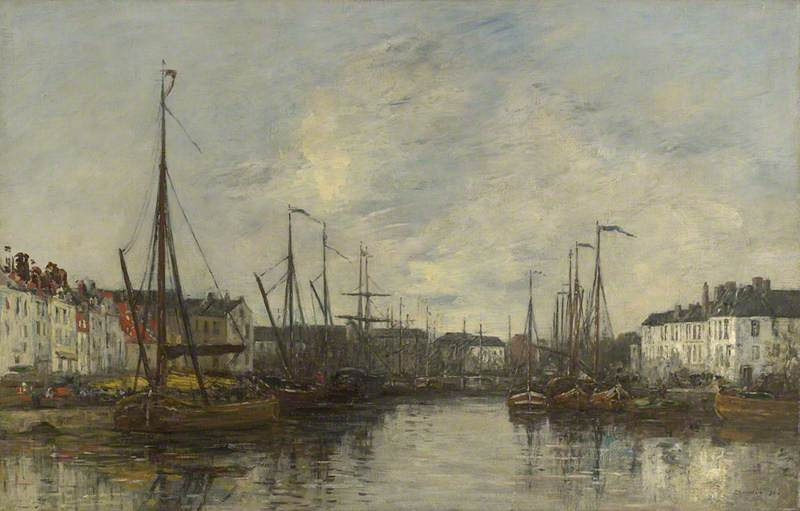
Le Port de Bruxelles, 1871 Londres, National Gallery
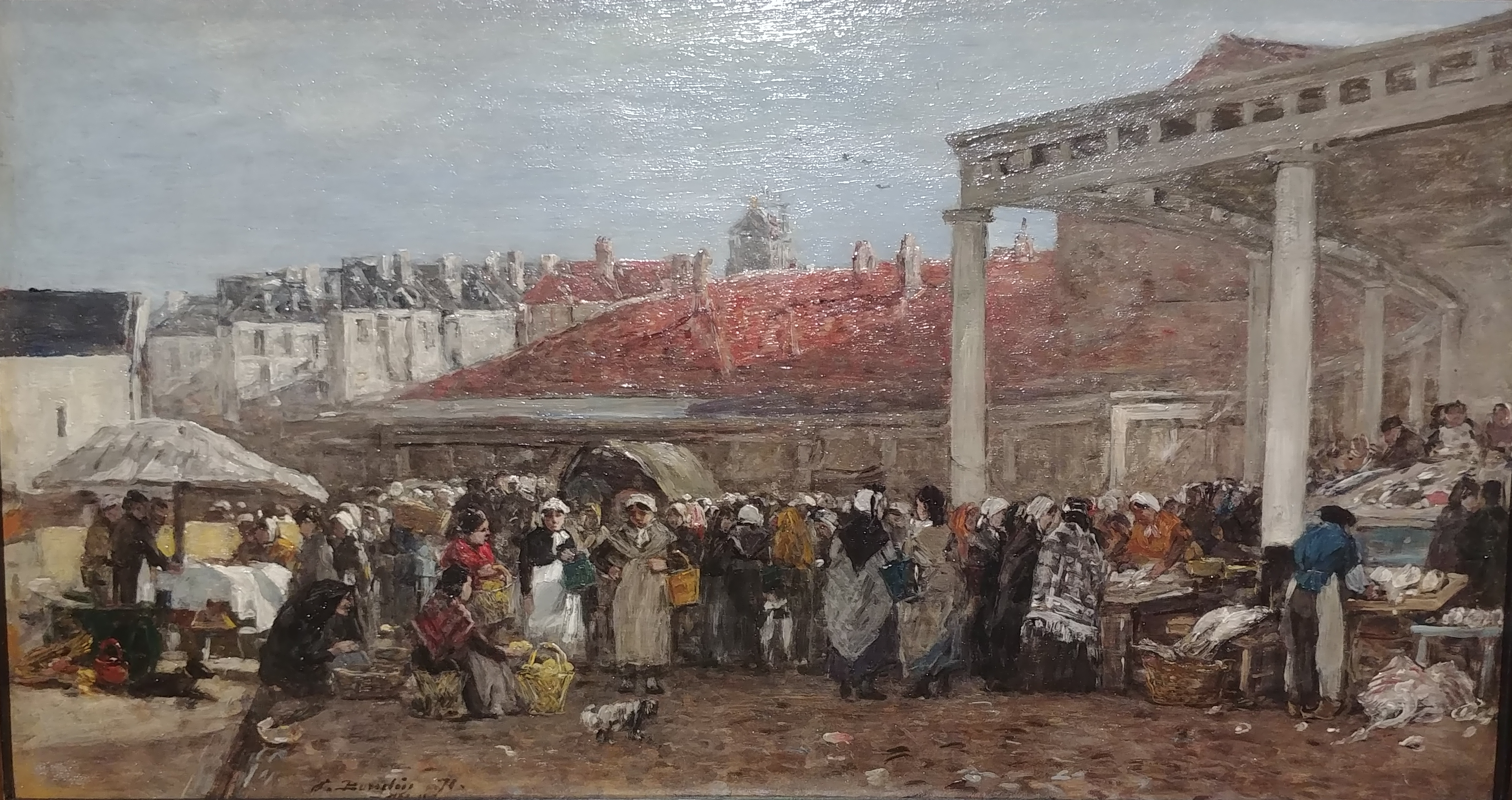
Bruxelles, le Vieux Marché aux Poissons Glasgow, Collection Burrell

Bruxelles s'inscrit à nouveau peu après dans l'histoire de l'art avec Le Groupe des Vingt (ou Les XX), un cercle artistique d'avant-garde fondé en 1883 par Octave Maus. Émanant d'une scission du cercle L'Essor, il a été continué après 1894 par La Libre Esthétique.
Pendant la Première Guerre mondiale, Bruxelles est occupée par l'armée allemande, comme la plupart de la Belgique. La ville subit la déportation de centaines de travailleurs forcés en 1917, arrêtée grâce à la pression de l'opinion publique internationale, et accueille aussi des civils français évacués par les allemands des zones de combat. En 1917, Bruxelles est décrétée par l'occupant capitale du Conseil de Flandre et des affrontements ont lieu entre nationalistes flamands et belges. Le 10 novembre 1918, lendemain de l'abdication de l'empereur allemand Guillaume II à la suite de sa défaite militaire, une partie de la garnison allemande de Bruxelles se mutine. Des batailles de rue avec des officiers loyaux font des dizaines de morts. Les soldats pacifistes l'emportent et le 18 novembre le dernier camion allemand abandonne la ville.

## XXesiècle: période moderne
Au XXe siècle, le secteur tertiaire prend le relais par de grands chantiers urbains : voies rapides automobiles aux multiples tunnels, nouvelles installations portuaires accessibles aux bateaux de mer de moyen tonnage (des bateaux de mer de petit tonnage étaient déjà accueillis depuis le XVIe siècle).
En 1911, on commence les chantiers de la jonction ferroviaire entre les gares du Nord et du Midi. Mais ceux-ci sont interrompus pendant la Première Guerre mondiale.

### Première Guerre mondiale
Après la Bataille de Belgique, Bruxelles est envahie le 20 aout 1914. Elle ne sera officiellement proclamée « libérée » que le 17 novembre 1918.

### Entre-deux-guerres
Pendant l'Entre-deux-guerres, des quartiers de bureaux en style moderniste apparaissent sous l'impulsion de la croissance économique et les premiers immeubles tours se dressent, comme la résidence de la Cambre, construite en 1939. La compagnie nationale belge Sabena est fondée en 1923, à l'aérodrome de Haren et s'y développe, reliant la ville au monde entier mais aussi au Congo belge, alors colonie du Royaume.

### Seconde Guerre mondiale

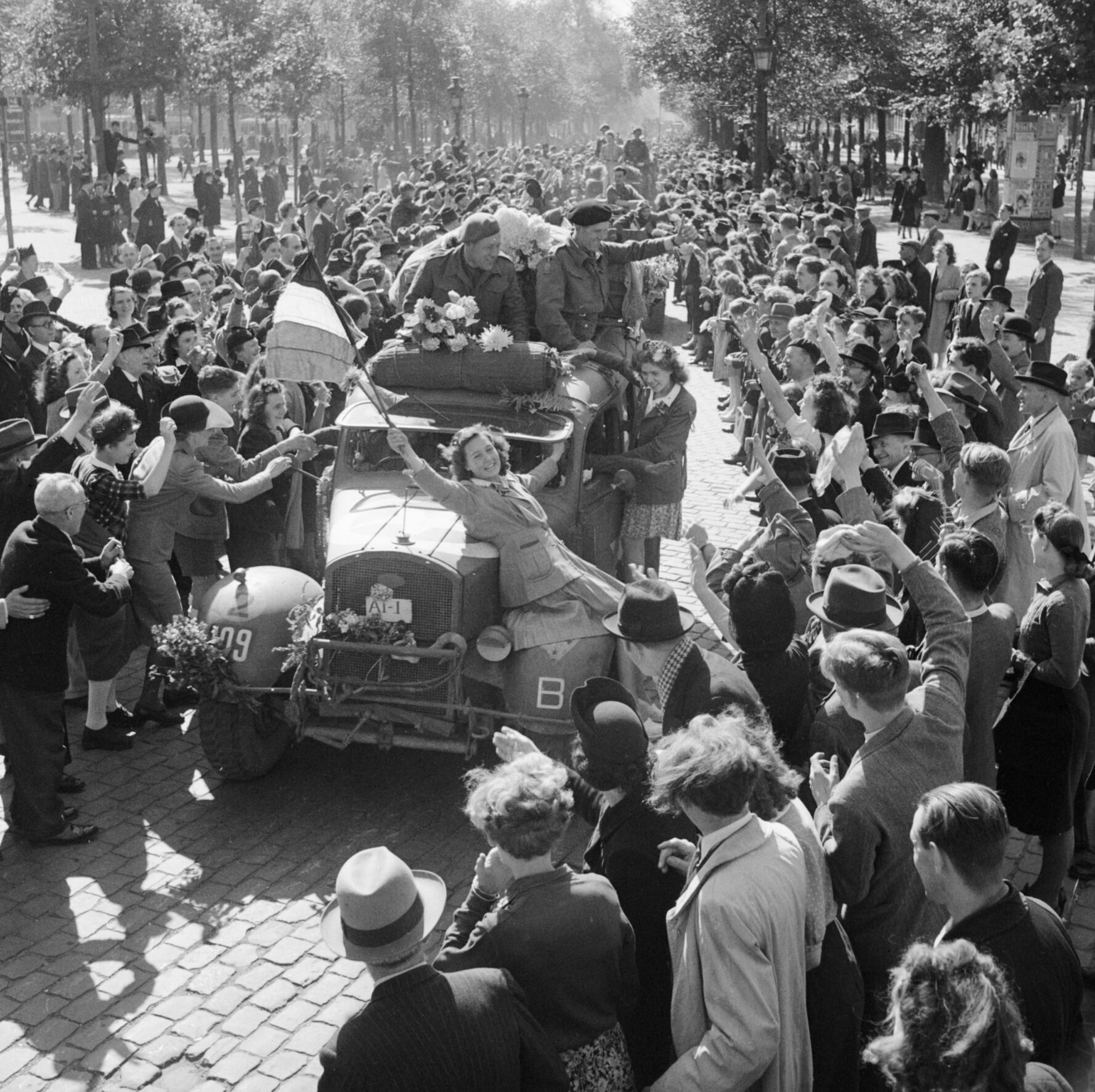
Accueil des troupes britanniques à Bruxelles le 4 septembre 1944.

Lors de la Seconde Guerre mondiale, le Troisième Reich lance la Campagne des 18 jours le 10 mai 1940, en envahissant la Belgique et le Grand-Duché de Luxembourg. Bruxelles est prise le 17 mai 1940. Elle restera occupée jusqu'à sa libération par la 2e armée britannique le 4 septembre 1944, qui entre via l'avenue de Tervuren vers 20 h 0.
Durant les deux guerres mondiales, Bruxelles fut occupée par une autorité militaire allemande qui intervint dans le régime politique des dix-neuf communes de la capitale en y imposant des collaborateurs des nazis favorables à la flamandisation de la ville. On assista notamment à un durcissement de l'inspection linguistique scolaire chargée de répartir les élèves entre écoles francophones et flamandes, dans le but de ramener vers l'enseignement en néerlandais des enfants de parents flamands qui les inscrivaient dans des écoles francophones. L'université de Bruxelles, U.L.B. établissement francophone, placée devant l'obligation de devoir accepter des professeurs allemands, se saborda en fermant ses portes, les étudiants partant dans d'autres universités, mais aussi s'en allant suivre des cours clandestins. Outre les bombardements alliés et le marché noir consécutif au rationnement dus aux réquisitions allemandes, les dix-neuf communes connurent, comme toute la Belgique, les déportations, notamment de juifs. Comme en 1914-1918, avec le réseau d'espionnage la Dame Blanche et le journal clandestin "la Libre Belgique", des réseaux de résistance et une presse clandestine principalement francophone se développèrent à Bruxelles en 1940-1944. Le réseau d'espionnage soviétique "l'Orchestre rouge" y eut son siège principal entre 1940 et 1942, jusqu'à l'arrestation de son chef Léopold Trepper. Des arrestations, notamment de bourgmestres, Adolphe Max en 1914, Joseph Vandemeulebroek en 1941 et, à Etterbeek, Louis Schmidt en 1943, et des révocations de fonctionnaires préparèrent la création, en 1942, d'un « Groß Brüssel » sous l'autorité de collaborateurs de l'Allemagne nazie tels que Jan Grauls. L'emprise des mouvements flamingants protégés par l'Allemagne avait déjà amené, en 1917, l'expulsion des administrations ministérielles francophones vers Namur dans le but de faire de Bruxelles la capitale d'une Flandre indépendante sous l'autorité du Troisième Reich.

### Après-guerre
Finalement, la ville ressortit des deux guerres en retrouvant son statut ancien, celui de dix-neuf communes régies par la « conférence des bourgmestres ». Ce statut devait, plus tard, évoluer pour retrouver un régime unique chapeautant les dix-neuf communes et rappelant l'autorité bruxelloise sur les communes voisines du centre qui avait été celui de l'ancien régime jusqu'à sa suppression forcée sous l'annexion française. Cette reconnaissance constitutionnelle de la spécificité bruxelloise s'est concrétisée par l'installation d'un gouvernement et d'un parlement régionaux faisant de Bruxelles une ville région de 172 kilomètres carrés égale en droits aux autres régions belges.
En 1949 les activités aériennes civiles de l'aérodrome de Haren, dont celles de la Sabena, déménagent définitivement vers le nouvel aéroport de Bruxelles-National, situé à Zaventem.
En 1958 a lieu l'exposition universelle de Bruxelles, pour laquelle est notamment érigé l'Atomium.
Le 22 mai 1967 survint l'incendie de l'Innovation qui fait 251 morts et 62 blessés. C'est l'incendie le plus meurtrier de la ville et de Belgique.

#### Bruxellisation

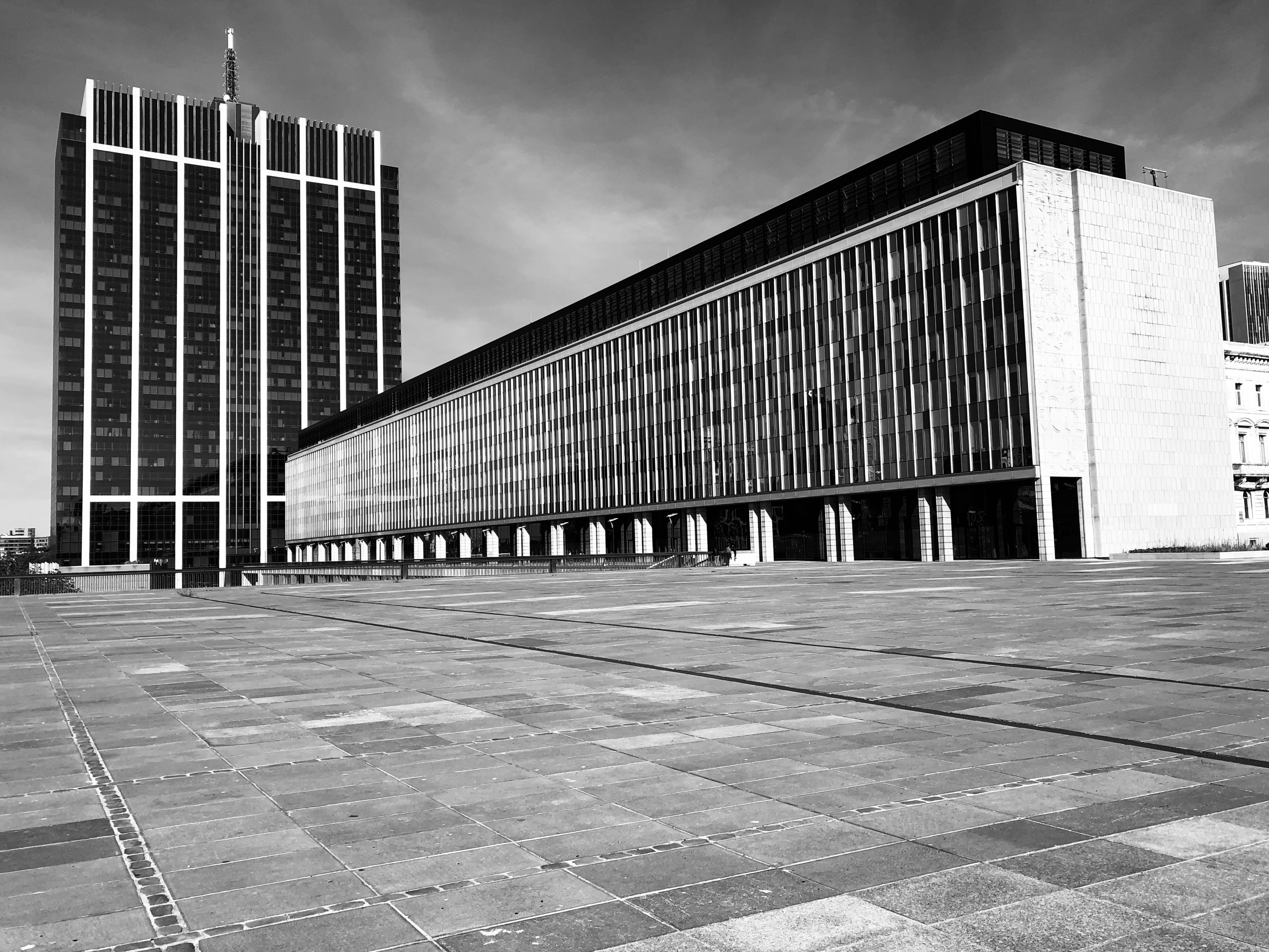
La création de la cité administrative de l'État entre 1958 et 1983 est l'un des nombreux exemples de bruxellisation.

Dans les années 1960 et 1970, Bruxelles subit de grands changement urbanistiques lors desquels de nombreux anciens bâtiments, rues ou quartiers sont démolis au profit d'une nouvelle réorganisation. L'ampleur de ce phénomène est tel qu'un nom lui sera donné: la bruxellisation.

#### Région de Bruxelles-Capitale
L'histoire de la Belgique dans la dernière moitié du XXe siècle est dominée par l'incessant débat linguistique entre néerlandophones et francophones, se traduisant notamment dans la région bruxelloise par l'affaire des guichets séparés de Schaerbeek, de 1971 à 1976. Entre 1970 et 1994, la Constitution est remaniée, créant un État fédéral à trois régions : la Région flamande, néerlandophone ; la Région wallonne, francophone et germanophone ; la Région de Bruxelles-Capitale, bilingue. Cette modification donne également naissance à trois communautés culturelles : la Communauté flamande, la Communauté française et la Communauté germanophone.
En 1989, Bruxelles reçoit les différentes institutions propres à son statut de région. Au-delà d'une simple agglomération, elle est depuis lors dotée d'un pouvoir d'ordonnances et de son propre Parlement et Gouvernement, ainsi que de diverses institutions spécifiques qui s'occupent des compétences communautaires dans la région :
- la COCOF (Commission communautaire française), largement indépendante de la Communauté française de Belgique et dotée du pouvoir décrétal dans les matières dont l'exercice lui a été transféré par la Communauté française ainsi que du pouvoir réglementaire dans les matières restées sous tutelle de ladite Communauté française
- la VGC (Vlaamse Gemeenschapscommissie), dépendant du gouvernement flamand. Elle est dotée d'un simple pouvoir réglementaire
- la CCC-GGC (Commission communautaire commune-Gemeenschapelijke Gemeenschapscommissie), aussi appelée COCOM compétente pour les matières personnalisables qui ne peuvent être directement rattachées à la Communauté française ou à la Communauté flamande. Elle est dotée d'un pouvoir réglementaire seulement.

Bruxelles reste ainsi une région bilingue assurant une protection de la minorité linguistique néerlandophone.

### Capitale de l'Europe et siège d'organisations internationales

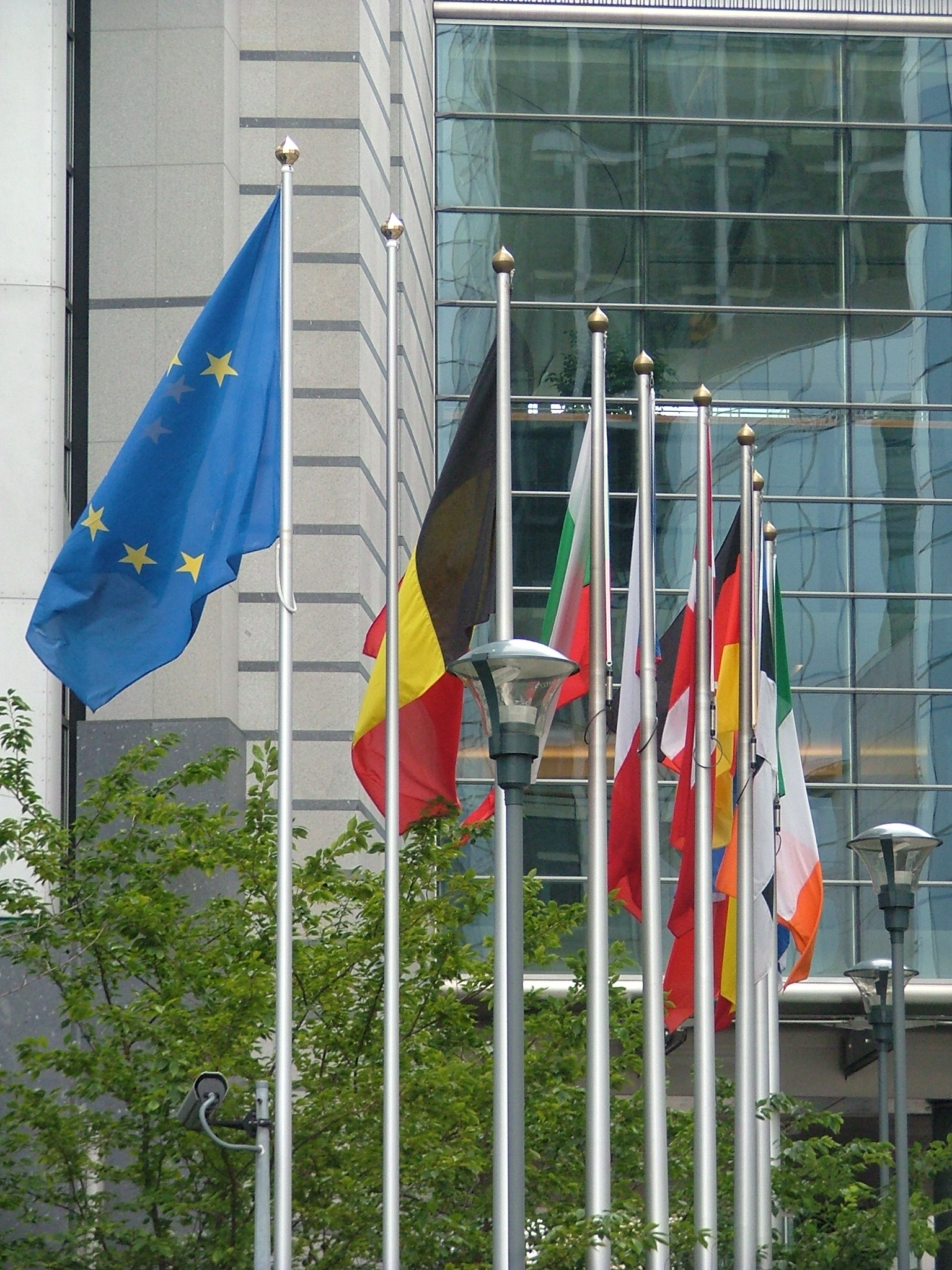
Bruxelles abrite certaines Institutions de l'Union européenne, dont le parlement européen.

À la pointe de l'Europe, Bruxelles est donc devenue une cité multiculturelle et cosmopolite. Comme la majorité de l'Europe, la Belgique passe du boom économique des années 1960 à la récession des années 1970-1980. Cependant, durant ces décennies, Bruxelles renforce son rôle de capitale de l'Europe. Le siège de la Communauté européenne et celui de l'OTAN à Evere, une des dix-neuf communes, attirent plus d'un millier d'organismes internationaux et de lobbys qui y installent leurs sièges sociaux. Bruxelles possède aussi le plus grand nombre de diplomates après Washington D.C. (12 000) et plus de 30 % de la population bruxelloise est étrangère.
Bruxelles abrite également le siège de l'OTAN à Haren.

## XXIesiècle
Le 22 mars 2016 ont lieu les attentats de Bruxelles, qui font 35 morts et plus de 300 blessés.

## Francisation de Bruxelles
Après la naissance de la Belgique en 1830, le XIXe siècle vit des changements profonds dans les rapports entre les langues à Bruxelles,,. Bien qu'historiquement Bruxelles fut une cité dont les habitants parlèrent des dialectes brabançons — communément appelé dialecte flamand, —, la situation linguistique bruxelloise changea radicalement au cours des XIXe et XXe siècles. La bourgeoisie continua à se franciser, renforcée par une importante vague d'immigration, française et wallonne, et pour la première fois également la population néerlandophone passa massivement au français en quelques générations,. La raison en fut le manque de considération dont jouissait le néerlandais en tant que langue de culture au sein de la société belge, renforcé par l'attrait que représentait à l'époque le français comme langue de haute culture et des échanges internationaux,.
Cette transformation démarra graduellement au XVIIIe siècle mais prit toute son ampleur lorsque la Belgique devint indépendante et que Bruxelles déborda au-delà de ses murs,. La francisation réelle et massive de la population urbaine ne commença cependant que dans la seconde moitié du XIXe siècle. À partir de 1880, on constate une véritable explosion de bilingues au détriment des néerlandophones unilingues,. Le néerlandais ne se transmettait plus à la génération suivante, ce qui a eu pour effet une augmentation considérable du nombre des francophones unilingues après 1910. À partir des années 1960, à la suite de la fixation de la frontière linguistique et de l'essor socio-économique de la Région flamande, la francisation des néerlandophones a stagné,.
Le régime linguistique bruxellois est celui d'un bilinguisme intégral qui laisse aux citoyens le choix de la langue dans leurs rapports avec les administrations. La liberté linguistique du père de famille est garantie par la constitution belge quant au choix de la langue de l'enseignement. Deux réseaux complets d'écoles et d'universités, en français et en néerlandais existent dans les dix-neuf communes. Dans six communes de la périphérie existent aussi des écoles primaires francophones. Des écoles internationales se sont développées dans les années 1950, écoles européennes préparant en plusieurs langues à un baccalauréat européen, école française, écoles anglaise et allemande, ces dernières implantées en périphérie et indépendantes des lois scolaires linguistiques de la Belgique.
Ce développement scolaire et cet élargissement linguistique de Bruxelles a accompagné son développement international, avec la créeation de la Communauté économique européenne en 1957 (qui deviendra l'Union européenne), puis de l'OTAN en 1967. Bruxelles devient progressivement, durant la seconde partie du XXe siècle, une ville d'échanges internationaux qui contribue à un afflux d'immigrants qui favorisent l'émergence du français ainsi que d'autres langues étrangères, aux dépens du néerlandais. EN 2010, des spécialistes d'universités flamandes estiment à 5 % la proportion de la population bruxelloise utilisant le flamand ou le néerlandais comme langue d'usage. Simultanément, à la suite de l'urbanisation, un nombre supplémentaire de communes précédemment néerlandophones de la Périphérie bruxelloise devinrent majoritairement francophones,,. Ce phénomène, connu en Flandre comme la « tache d'huile francophone », constitue, en même temps que la question du statut de Bruxelles, un des principaux sujets de contentieux de la politique belge,,.

## Héraldique

### Armoiries anciennes

Les armes de la ville de Bruxelles sont de gueules plain.

Les armoiries originelles et authentiques de la ville de Bruxelles sont de gueules plain.
À partir du XVIe siècle, l'habitude se fit d'y mettre la figure du sceau de la ville représentant Saint-Michel, d'abord une ombre de Saint-Michel puis une forme plus élaborée.

### Armoiries modernes
- Grandes armoiries, « De gueules au saint Michel d’or terrassant le démon de sable. »

- Pendant le Premier Empire, « De gueules au saint Michel d’or terrassant le démon de même, armé et allumé de sable, au chef des bonnes villes de l’Empire[43]. »

Grandes armoiries de Bruxelles en 1730
Grandes Armoiries pendant le 1er Empire
Grandes armoiries de Bruxelles